# فرودگاه هرتسوگن‌آوراخ
فرودگاه هرتسوگن‌آوراخ (به انگلیسی: Herzogenaurach Airport) یک فرودگاه همگانی با کد یاتا HZH است که یک باند فرود آسفالت دارد و طول باند آن ۶۹۰ متر است. این فرودگاه در شهر هرتسوگن‌آوراخ کشور آلمان قرار دارد و در ارتفاع ۳۲۶ متری از سطح دریا واقع شده‌است.